# EU-Gipfel Dezember 2016
Am 15. Dezember 2016 fand in Brüssel, Belgien, ein EU-Gipfel statt. Den Vorsitz hatte der polnische Politiker Donald Tusk, seit 2014 Präsident des Europäischen Rates.

## Themen
Die Dezember-Tagung des Europäischen Rates erörterte eine vertiefte Zusammenarbeit in der Sicherheits- und Verteidigungspolitik, die Migrationspartnerschaften mit fünf afrikanischen Ländern sowie Möglichkeiten zur Bekämpfung von Jugendarbeitslosigkeit in der EU.

## Europäische Sicherheits- und Verteidigungspolitik
Die Vertreter der Mitgliedsländer befürworteten die Strategie der Europäischen Union für die innere Sicherheit 2015–2020. Im Bereich der äußeren Sicherheit äußerten die Gipfelteilnehmer für gemeinsame Maßnahmen im Rahmen des Europäischen Verteidigungs-Aktionsplans, der Globalen Strategie der EU sowie der gemeinsamen Erklärung von EU und NATO aus dem Juli 2016. Dabei betonten die anwesenden Staats- und Regierungschefs, dass Doppelstrukturen mit der NATO vermieden werden sollten. Bundeskanzlerin Angela Merkel sprach in diesem Kontext von einer ständigen strukturierten Zusammenarbeit. Diese könnte unter anderem das Ziel haben, zivil-militärische Missionen zu planen und durchzuführen. Die Stärkung von Partnerländern wie z. B. in Afrika sei ein weiterer Aufgabenbereich, der in Zukunft gemeinschaftlich durchgeführt werden könnte.

## Migration
Wie bereits bei früheren Gipfeln des Jahres 2016 widmeten sich die politischen Vertreter der EU-Mitgliedstaaten intensiv dem Thema Migration. Insbesondere erklärten sie, dass angesichts der grundsätzlich positiven Erfahrungen mit den fünf afrikanischen Partnern weitere derartige Kooperationen geprüft werden sollten. Außerdem sollte die libysche Regierung darin unterstützt werden, die Schleusungskriminalität besser zu bekämpfen. Die mit dem Grenzschutz betrauten EU-Organisationen sollten weiterhin ausreichende Mittel zur Erledigung ihrer Aufgaben erhalten. Die Maßnahmen auf der östlichen Mittelmeerroute zeigten laut Gipfelteilnehmern Erfolg und die Zahl der Flüchtlinge sei durch das EU-Türkei-Abkommen drastisch reduziert worden. Neue Vereinbarungen beim Thema Verteilung der Migration wurden allerdings nicht erzielt.

## Wirtschaft
Der Europäische Rat begrüßte, dass die Laufzeit des Europäischen Fonds für strategische Investitionen verlängert worden war, um bis zum Jahr 2020 mehr als 500 Milliarden Euro in Europas Wirtschaft zu investieren. Ebenfalls wurden positive Effekte von der Stärkung des Binnenmarktes sowie der Energieunion erörtert, die bis 2018 umgesetzt werden sollten.

## Außenbeziehungen
Durch Anpassungen bestimmter Regelungen wollte der Europäische Rat erreichen, dass die niederländische Regierung trotz negativen Votums in einer Volksabstimmung der Ratifizierung des EU-Ukraine-Assoziierungsabkommens doch noch zustimmen konnte. Die Niederlande waren der einzige EU-Staat, dessen Zustimmung zu dem Abkommen fehlte. Die Staats- und Regierungschefs sprachen sich dafür aus, die gegen Russland verhängten Sanktionen noch einmal um sechs Monate zu verlängern. Hauptgrund hierfür war der nicht zufrieden stellend verlaufende Minsker Friedensprozess. Erneut machte der Europäische Rat auf die höchst prekäre Situation der Menschen in Aleppo aufmerksam und forderte den syrischen Machthaber und Russland auf, gezielte Angriffe auf Bevölkerungszentren einzustellen.